# نهر أريبوانا
نهر أريبوانا ( (بالبرتغالية: Rio Aripuanã‏) ) نهر في ولايتي ماتو غروسو وأمازوناس في شمال غرب البرازيل . وهو رافد لنهر ماديرا في حوض الأمازون . تقع مدينة نوفو أريبوان على ضفافها حيث تندمج في نهر ماديرا. تقع بلدة آريبوانا أيضًا على ضفافها، ولكن في الجزء العلوي (الجنوبي) من النهر.
و آريبوانا هو الأنهار العذبة.  

## المسار
من ماتو غروسو إلى الجنوب من الحدود مع أمازوناس، يحدد النهر الحدود الغربية لـ 227,817 هكتار (562,950 أكر) من منتزه إيغارابيس دو جوروينا، الذي تم إنشاؤه عام 2002. إلى الشمال من حدود الأمازوناس ، يتدفق عبر224,291 هكتار (554,240 أكر) من محمية أريبوانا للتنمية المستدامة ، التي تم إنشاؤها في عام 2005.
إلى الشمال في أمازوناس، يتدفق النهر عبر 751,302 هكتار (1,856,510 أكر) من غابة أريبوانا الوطنية، وهي وحدة تنمية مستدامة تم إنشاؤها في عام 2016 في الأسبوع الماضي قبل الإقالة المؤقتة للرئيسة ديلما روسيف. ثم يتدفق عبر محمية جمعة للتنمية المستدامة قبل لقاء ماديرا.
توجد أربعة سدود على النهر، ومن المخطط إنشاء خامس. وقد أثرت على البيئة وتسببت في صراعات مع السكان الأصليين.